# Rhae-Christie Shaw
Pour les articles homonymes, voir Shaw.
Rhae-Christie Shaw, née le 20 novembre 1975, est une coureuse cycliste canadienne.

## Palmarès sur route[1]
- 2011
  - 2e et 3e étapes du Tour de Bretagne féminin
  - 2e étape du Tour féminin en Limousin
  - 2e étape du Circuit de la Haute-Vienne
  - 3e du championnat du Canada du contre-la-montre
  - 3e du championnat du Canada du critérium
  - 3e du Tour de Bretagne féminin
  - 7e du championnat du monde du contre-la-montre
- 2012
  -  Championne du Canada du critérium
  -  Médaillée d'argent du championnat panaméricain du contre-la-montre
  - 2e du championnat du Canada du contre-la-montre